# Emilian Zahara
Emilian Zahara es un deportista rumano que compitió en piragüismo en la modalidad de aguas tranquilas. Ganó una medalla de bronce en el Campeonato Mundial de Piragüismo de 1971, en la prueba de K2 10 000 m.

## Palmarés internacional
| Campeonato Mundial | Campeonato Mundial    | Campeonato Mundial | Campeonato Mundial |
| Año                | Lugar                 | Medalla            | Evento             |
| ------------------ | --------------------- | ------------------ | ------------------ |
| 1971               | Belgrado (Yugoslavia) | Medalla de bronce  | K2 10 000 m        |